# Desa Betet (administrativ by i Indonesien, lat -7,16, long 112,12)
Desa Betet är en administrativ by i Indonesien.   Den ligger i provinsen Jawa Timur, i den västra delen av landet, 600 km öster om huvudstaden Jakarta.